# Blauroter Perusalmler
Der Blaurote Perusalmler (Hyphessobrycon margitae) ist ein Süßwasserfisch aus der Ordnung der Salmlerartigen (Characiformes). Er kommt im Einzugsgebiet des Río Nanay in Peru vor. Er wurde 2016 erstmals beschrieben.

## Merkmale
Die männlichen Tiere besitzen einen intensiv hellblau glänzenden Körper und rötliche Flossen. Der Rücken ist grau bis braun. Die weiblichen Tiere sind blasser gefärbt und haben eine kürzere Rückenflosse als die Männchen. Der Blaurote Perusalmler wird 5-6 cm lang.
- Flossenformel: Dorsale ii/8-9, Anale 19-23, Pectorale i/12, Ventrale ii/7, Caudale i/9-8/i.
- Schuppenformel: mLR 32-34 / SL 6-11.
- Kiemenreusenzähne: 5-6/10-11.
- Wirbel: 32-34.

## Aquaristik
Der Blaurote Perusalmler wurde erstmals 2002 aus Peru importiert. Er ist im Aquarium ein friedlicher Fisch, der sich gut mit anderen Fischen vergesellschaften lässt. Er bevorzugt weiches, leicht saures Wasser. Versteck- und Rückzugsmöglichkeiten sind wichtig für das Wohlbefinden der Tiere. Die Zucht wird als einfach beschrieben, er laicht als Freilaicher an Pflanzen ab.